# Alberto d'Austria
Alberto VII d'Asburgo, arciduca d'Austria (Wiener Neustadt, 15 novembre 1559 – Bruxelles, 13 luglio 1621), è stato un cardinale e arcivescovo cattolico austriaco, in seguito governatore dei Paesi Bassi spagnoli (1595-1598) e quindi principe sovrano dei Paesi Bassi meridionali (1598-1621).

## Biografia

### I primi anni

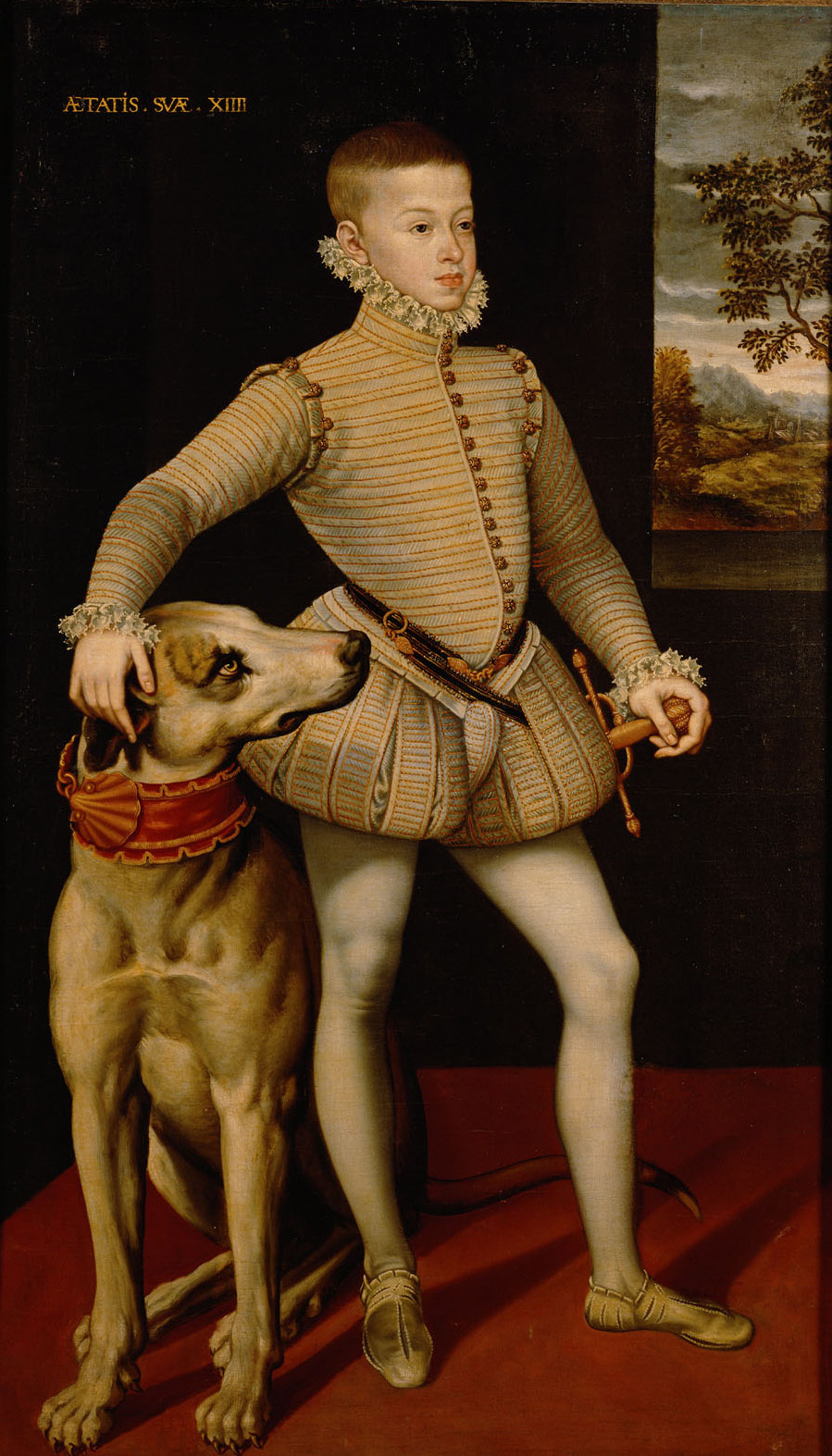
Il giovane arciduca Alberto d'Austria in un ritratto di Alonso Sánchez Coello.

Sesto figlio dell'imperatore Massimiliano II e di Maria di Spagna, figlia a sua volta di Carlo V, Alberto d'Austria era fratello degli imperatori Rodolfo II e Mattia. Venne educato in Spagna, presso la corte di suo zio Filippo II, che volle avviarlo alla carriera ecclesiastica.

### La carriera ecclesiastica
All'età di diciassette anni il 3 marzo 1577, papa Gregorio XIII lo nominò cardinale del titolo di Santa Croce in Gerusalemme ex peculiari gratia. Il suo possesso di una carica presbiteriale pur non avendo ricevuto gli ordini sacerdotali fu possibile dal momento che Alberto venne ritenuto dalla Santa Sede presbyter destinatus ovvero nato nella sacralità della famiglia imperiale e quindi predestinato al sacerdozio. Malgrado questa sua nomina, ad ogni modo, Alberto d'Austria non prese parte ai conclavi svoltisi tra il 1585 ed il 1592.
Venne inviato come legato a latere con facoltà di Nunzio apostolico e Grande Inquisitore in Portogallo e nel 1585 Filippo II, di cui Alberto fu sempre un fedele sostenitore, lo nominò viceré di quella nazione (ricoprì la carica fino al 1595).

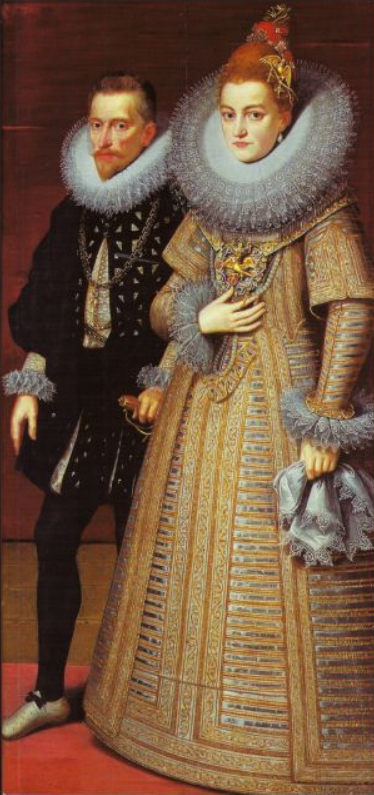
Ritratto di Alberto d'Austria e di Isabella Clara Eugenia eseguito da Otto van Veen.

Pur non avendo mai ricevuto gli ordini sacri, il 7 novembre 1594 papa Clemente VIII lo elesse vescovo titolare di Filippi e lo nominò coadiutore, con diritto di successione, dell'arcidiocesi di Toledo: il cardinale Gaspar de Quiroga y Vela morì il 12 febbraio successivo ed Alberto gli succedette nella carica di primate di Spagna. Non ricevette comunque l'ordinazione episcopale.

### La rinuncia al cardinalato ed il governatorato dei Paesi Bassi
Alla morte del fratello maggiore Ernesto, governatore dei Paesi Bassi spagnoli, Filippo II nominò Alberto al suo posto: l'arciduca partì da Barcellona il 28 agosto del 1595 e prese possesso delle dieci province cattoliche delle Diciassette Province l'11 febbraio 1596. Si trovò ben presto a dover fronteggiare le forze alleate francesi, inglesi e delle Province Unite, ma riuscì a strappare Calais e Ardres alla Francia e Hulst ai fiamminghi protestanti.
Seppur riluttante, il 31 luglio 1598 rinunciò al cardinalato e agli altri benefici ecclesiastici per sposare sua cugina, l'infanta Isabella Clara Eugenia, figlia di Filippo II: il matrimonio venne celebrato per procura a Ferrara da papa Clemente VIII il 17 dicembre 1598.
Alberto assunse così la carica di principe sovrano dei Paesi Bassi meridionali con i titoli di duca di Brabante, Limburgo, Lussemburgo e Gheldria, Conte delle Fiandre, di Artois, Borgogna, Hainaut e Namur. Lo stato gli venne concesso in sovranità personale (pur sotto l'egida della Spagna e quindi dell'Impero asburgico) come dote di nozze concessa da Filippo II a patto che se la coppia non avesse avuto figli (cosa che poi avvenne), i Paesi Bassi meridionali sarebbero tornati alla corona reale spagnola.
Fu lui che nel 1609 concluse la tregua dei dodici anni con le Province Unite dopo aver tentato ripetute volte con la diplomazia e persino con la forza di riannettere le province dei Paesi Bassi ai domini asburgici.
Prendendo residenza stabile nei Paesi Bassi meridionali ed installandovi una propria corte, Alberto d'Austria divenne protettore di letterati e artisti, tra i quali Peter Paul Rubens che dipinse per lui un famoso trittico con la moglie e la Vergine Maria. Egli si servì dell'arte in particolar modo e del suo passato di chierico per rafforzare la presenza del cattolicesimo nell'area che ancora oggi sono in gran parte cattoliche.
Alberto morì il 16 luglio 1621 a Bruxelles e venne sepolto di fronte all'altare maggiore della chiesa dei Santi Michele e Gudula della città. La sua tomba venne distrutta durante la rivoluzione francese. Essendo privo di eredi diretti, i suoi territori tornarono agli Asburgo di Spagna.

## Stemma
| Immagine | Blasonatura |
| -------- | --- |
| \| \|    | Alberto d'Austria Cardinale Arcivescovo eletto di Toledo Lo scudo, accollato a una croce astile patriarcale d'oro, posta in palo, è timbrato da un cappello con cordoni e nappe di rosso. Le nappe, in numero di trenta, sono disposte quindici per parte, in cinque ordini di 1, 2, 3, 4, 5. |
|          | Alberto d'Austria Principe sovrano dei Paesi Bassi spagnoli |
|          | |

## Ascendenza
|                           |                        |                          | Genitori                   |  |  | Nonni |  |  | Bisnonni               |  |  | Trisnonni                |  |
|                           |                        |                          |                            |  |  |       |  |  | Filippo I di Castiglia |  |  | Massimiliano I d'Asburgo |  |
|                           |                        |                          |                            |  |  |       |  |  | Filippo I di Castiglia |  |  | Massimiliano I d'Asburgo |  |
|                           |                        | Maria di Borgogna        |                            |  |  |       |  |  | Filippo I di Castiglia |  |  |                          |  |
| Ferdinando I d'Asburgo    |                        |                          |                            |  |  |       |  |  | Filippo I di Castiglia |  |  |                          |  |
|                           |                        | Giovanna di Castiglia    | Ferdinando II d'Aragona    |  |  |       |  |  |                        |  |  |                          |  |
|                           |                        | Giovanna di Castiglia    | Ferdinando II d'Aragona    |  |  |       |  |  |                        |  |  |                          |  |
|                           |                        | Giovanna di Castiglia    | Isabella di Castiglia      |  |  |       |  |  |                        |  |  |                          |  |
| Massimiliano II d'Asburgo |                        | Giovanna di Castiglia    |                            |  |  |       |  |  |                        |  |  |                          |  |
|                           |                        | Ladislao II di Boemia    | Casimiro IV di Polonia     |  |  |       |  |  |                        |  |  |                          |  |
|                           |                        | Ladislao II di Boemia    | Casimiro IV di Polonia     |  |  |       |  |  |                        |  |  |                          |  |
|                           |                        | Ladislao II di Boemia    | Elisabetta d'Asburgo       |  |  |       |  |  |                        |  |  |                          |  |
| Anna Jagellone            |                        | Ladislao II di Boemia    |                            |  |  |       |  |  |                        |  |  |                          |  |
|                           |                        | Anna di Foix-Candale     | Gastone II di Foix-Candale |  |  |       |  |  |                        |  |  |                          |  |
|                           |                        | Anna di Foix-Candale     | Gastone II di Foix-Candale |  |  |       |  |  |                        |  |  |                          |  |
|                           |                        | Anna di Foix-Candale     | Caterina di Navarra        |  |  |       |  |  |                        |  |  |                          |  |
| Alberto d'Asburgo         |                        | Anna di Foix-Candale     |                            |  |  |       |  |  |                        |  |  |                          |  |
|                           | Filippo I di Castiglia | Massimiliano I d'Asburgo |                            |  |  |       |  |  |                        |  |  |                          |  |
|                           | Filippo I di Castiglia | Massimiliano I d'Asburgo |                            |  |  |       |  |  |                        |  |  |                          |  |
|                           | Filippo I di Castiglia | Maria di Borgogna        |                            |  |  |       |  |  |                        |  |  |                          |  |
| Carlo V d'Asburgo         | Filippo I di Castiglia |                          |                            |  |  |       |  |  |                        |  |  |                          |  |
|                           |                        | Giovanna di Castiglia    | Ferdinando II d'Aragona    |  |  |       |  |  |                        |  |  |                          |  |
|                           |                        | Giovanna di Castiglia    | Ferdinando II d'Aragona    |  |  |       |  |  |                        |  |  |                          |  |
|                           |                        | Giovanna di Castiglia    | Isabella di Castiglia      |  |  |       |  |  |                        |  |  |                          |  |
| Maria d'Asburgo           |                        | Giovanna di Castiglia    |                            |  |  |       |  |  |                        |  |  |                          |  |
|                           |                        | Manuele I del Portogallo | Ferdinando del Portogallo  |  |  |       |  |  |                        |  |  |                          |  |
|                           |                        | Manuele I del Portogallo | Ferdinando del Portogallo  |  |  |       |  |  |                        |  |  |                          |  |
|                           |                        | Manuele I del Portogallo | Beatrice del Portogallo    |  |  |       |  |  |                        |  |  |                          |  |
| Isabella d'Aviz           |                        | Manuele I del Portogallo |                            |  |  |       |  |  |                        |  |  |                          |  |
|                           |                        | Maria d'Aragona          | Ferdinando II d'Aragona    |  |  |       |  |  |                        |  |  |                          |  |
|                           |                        | Maria d'Aragona          | Ferdinando II d'Aragona    |  |  |       |  |  |                        |  |  |                          |  |
|                           |                        | Maria d'Aragona          | Isabella di Castiglia      |  |  |       |  |  |                        |  |  |                          |  |
|                           |                        | Maria d'Aragona          |                            |  |  |       |  |  |                        |  |  |                          |  |